# Geolycosa hectoria
Geolycosa hectoria este o specie de păianjeni din genul Geolycosa, familia Lycosidae. A fost descrisă pentru prima dată de Pocock, 1900. Conform Catalogue of Life specia Geolycosa hectoria nu are subspecii cunoscute.